# Tepalcatepec, Michoacán
Tepalcatepec är en kommunhuvudort i Mexiko.   Den ligger i kommunen Tepalcatepec och delstaten Michoacán de Ocampo, i den södra delen av landet, 400 km väster om huvudstaden Mexico City. Tepalcatepec ligger 397 meter över havet och antalet invånare är 15 281.
Terrängen runt Tepalcatepec är platt åt sydost, men åt nordväst är den kuperad. Runt Tepalcatepec är det ganska glesbefolkat, med 38 invånare per kvadratkilometer. Tepalcatepec är det största samhället i trakten. Omgivningarna runt Tepalcatepec är en mosaik av jordbruksmark och naturlig växtlighet.